# Gréez-sur-Roc
Gréez-sur-Roc é uma comuna francesa na região administrativa do País do Loire, no departamento de Sarthe. Estende-se por uma área de 25.38 km². Em 2010 a comuna tinha 333 habitantes (densidade: 13,1 hab./km²).